# الجزولي نوح
الجزولي حسين نوح محمد (24 أكتوبر 2002 - ) هو لاعب كرة قدم سوداني، يلعب حالياً كمهاجم في أهلي طرابلس الذي ينشط في الدوري الليبي الممتاز.
شارك مع المنتخب السوداني في كأس الأمم الأفريقية 2021. وكان أصغر لاعب في البطولة بعمر 19 عاماً و3 أشهر.

## الإنجازات

### مع المريخ
- الدوري السوداني الممتاز (1): 2019-20.

### معنادي النصرالليبي
- حصل على جائزة أفضل محترف في الدوري الليبي الممتاز 2023/2024.[3]

### معالنادي الأهلي الرياضيطرابلس
* الدوري الليبي الممتاز 2024/2025

## وصلات خارجية
- الجزولي نوح على موقع إي إس بي إن إف سي (الإنجليزية)
- الجزولي نوح على موقع ناشيونال فوتبول تيمز (الإنجليزية)
- الجزولي نوح على موقع Soccerway.com (الإنجليزية)
- الجزولي نوح على موقع عالم كرة القدم.نت (الإنجليزية)